# Karatoma agilis
Karatoma agilis is een keversoort uit de familie Trachypachidae. De wetenschappelijke naam van de soort is voor het eerst geldig gepubliceerd in 1977 door Ponomarenko.